# Ercole Spada

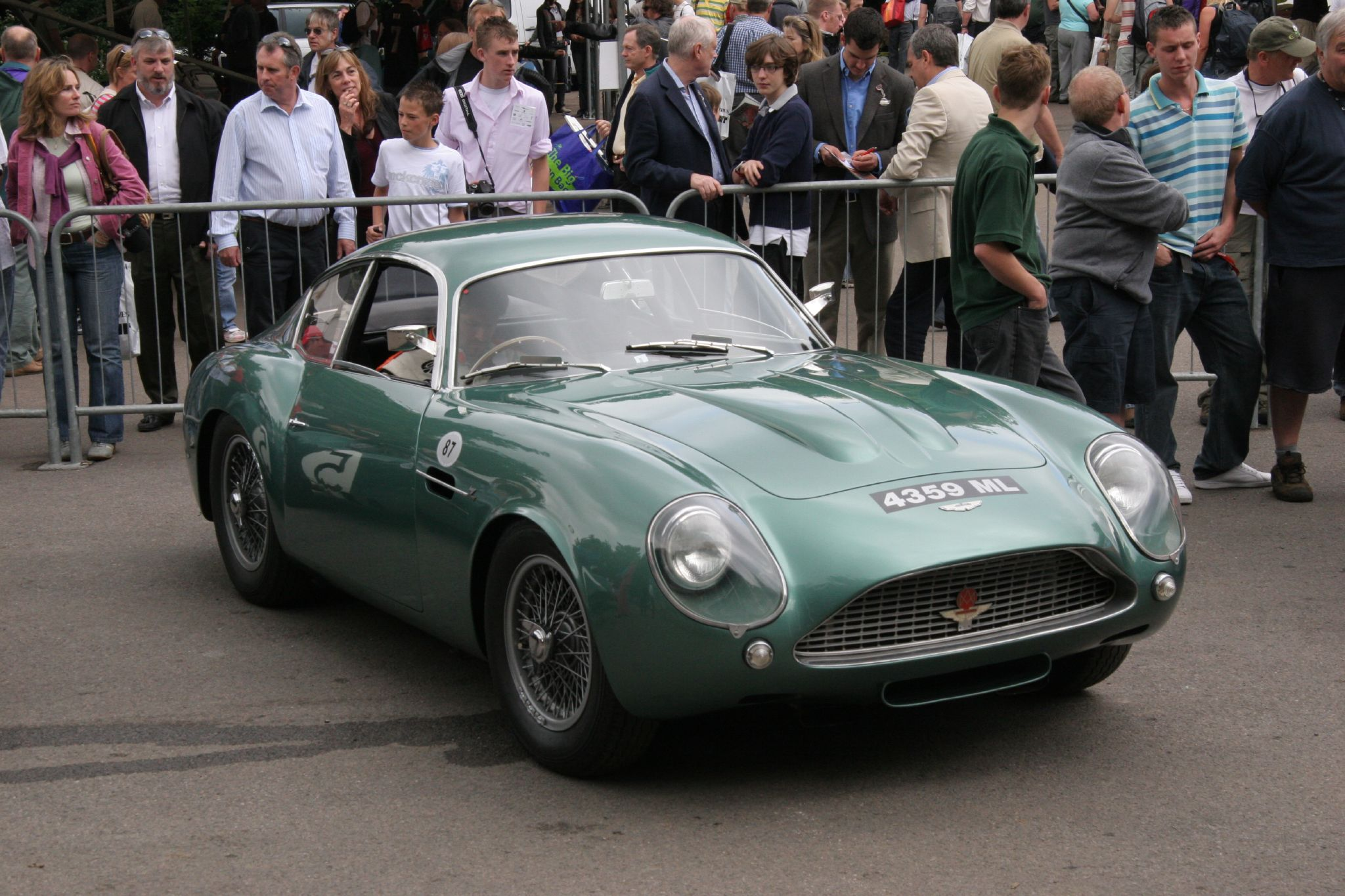
Aston Martin DB4 GT Zagato designades av Ercole Spada när han arbetade för Zagato.

Ercole Spada, född 26 juli 1937 i Busto Arsizio, Lombardiet, död 3 augusti 2025 i Sestriere, Piemonte, var en italiensk bildesigner. Hans mest kända formgivningar gjordes på 1960-talet, då han var designbyrån Zagatos chefsdesigner. Under denna period designade han bilar för tillverkare som Aston Martin, Ferrari, Maserati, Alfa Romeo, Abarth, Fiat och Lancia.

## Kända bilmodeller designade av Ercole Spada
- 1960 – Aston Martin DB4 GT Zagato
- 1960 – Alfa Romeo Giulietta SZ
- 1960 – O.S.C.A 1600 GTZ
- 1962 – Alfa Romeo 2600 SZ
- 1962 – Lancia Flavia Sport
- 1963 – Alfa Romeo Giulia TZ
- 1963 – Lancia Flaminia Super Sport
- 1965 – Lancia Fulvia Sport
- 1967 – Lancia Flavia Super Sport
- 1967 – Rover 2000 TCZ
- 1969 – Alfa Romeo Junior Z
- 1969 – Volvo GTZ 2000
- 1970 – Ford GT 70
- 1981 - BMW E28
- 1992 – Alfa Romeo 155
- 1993 – Nissan Terrano II
- 1988 – Fiat Tipo
- 1990 – Fiat Tempra
- 1989 – Lancia Dedra
- 1993 – Lancia Delta
- 2007 – Spada TS Codatronca